# 이성열 (야구인)
이성열(李性烈, 1984년 7월 13일 ~ )은 전 KBO 리그 한화 이글스의 내야수, 외야수, 지명타자이자, 현 KBO 리그 kt wiz의 육성군 타격코치이다.

## 선수 시절

### LG 트윈스시절
순천효천고등학교 졸업 후 2003년 2차 1라운드 지명을 받아 입단했다. 원래 포수였으나 외야수로 전향했으며 2008년 6월 3일에 두산 베어스와의 2:2 트레이드로 포수 최승환과 함께 두산 베어스로 이적했다.

### 두산 베어스시절
2009년 9월 8일 히어로즈전에서 김수경을 상대로 인사이드 더 파크 홈런을 기록했다. 이는 KBO 리그 역대 5번째 대타 인사이드 더 파크 홈런이었다.
2009년 시즌 후 포수로 복귀했으나 양의지에게 밀려 다시 외야수로 복귀했고 종종 포수로 기용됐다. 2010년 시즌 초반에 주로 3번 타자로 출전했지만 곧 6번으로 내려갔다. 2010년 시즌 129경기에 출전해 2할대 타율, 24홈런으로 팀의 중심 타선으로 자리잡으며 데뷔 후 최고의 시즌을 보냈다. 하지만 당시 감독이었던 김경문이 2011년 시즌 중 사퇴했고, 감독 대행이었던 김광수가 나간 후 김진욱이 감독으로 부임했을 때 기대에 부응하지 못해 외야 주전 자리를 정수빈에게 넘겨줬다. 2012년 7월 9일에 당시 넥센 히어로즈 소속이었던 오재일과 1:1 트레이드를 통해 이적하였다.

### 넥센 히어로즈시절
2012년 7월 9일 트레이드 후 맞트레이드 상대였던 오재일과 마찬가지로 이적하자마자 1군 엔트리에 등록됐고, 7월 11일부터 출전했다. 이적 후 첫 홈런은 8월 26일 SK 와이번스와의 경기에서 임경완을 상대로 기록했으며, 이는 결승 홈런이었다. 그 이후 3홈런을 더 치며 시즌을 마감했고, 시즌 개막전부터 박지훈을 상대로 홈런을 쳐 냈고, 4월 3일 LG전에서 이동현, 류택현을 상대로 시즌 첫 연타석 홈런을 쳐 냈다. 시즌 초반에 홈런왕 경쟁을 했으나 후반기에 들어서며 페이스가 급격히 떨어졌고, 변화구에 헛스윙을 하며 삼진왕이 됐다. 2013년에는 팀 창단 첫 포스트시즌에 진출했는데 당시 주장이었던 이택근은 그가 두산 베어스와의 준플레이오프 키플레이어라고 지목했다. 2014년 시즌 후 계약금 없이 2년간 총액 5억원(연봉 2억 5,000만원)에 FA 계약을 체결하며 잔류했다.

### 한화 이글스시절
선발이 난무한 넥센 히어로즈와 좌타 거포 부재와 조인성의 부상으로 인해 공백이 생긴 팀 사정으로 인해 2015년 4월 8일 당시 넥센 히어로즈 소속이었던 그와 허도환, 한화 이글스 소속이었던 양훈과 2:1 트레이드를 통해 이적하였다. 트레이드 당일 이적 후 첫 타석에서 1타점 2루타, 두 번째 타석에서 역전 홈런을 쳐 냈다. 2017년 6월 22일 넥센전에서 김상수를 상대로 끝내기 홈런을 기록했다.
2018년 9월 26일 삼성전에서 정인욱을 상대로 데뷔 첫 30홈런을 기록했다. 이 해에 30홈런-세 자릿수 타점으로 커리어 하이를 기록하고 팀의 가을 야구 진출에 공헌했다. 2019년 시즌 후 FA 자격을 취득해 2년 총액 14억원에 잔류했다. 2021년 8월 28일에 은퇴를 선언했다. 2021년 8월 14일 마지막 타석에 만루홈런을 쳤다. 마지막 경기에서 2타수 1안타(홈런) 1득점 4타점을 치며 활약 했다.

## 야구선수 은퇴 후
2021년 시즌 후 한화 이글스의 2군 전력분석원으로 활동할 예정이었으나 무산됐고, 2022년부터 kt wiz의 2군 타격코치로 활동한다.

## 별명
- 큰 스윙으로 계속 삼진을 당하다가도 결정적인 순간 홈런을 쳐 내 뽕에 취하게 한다고 해 '뽕열'이라고 불린다.[12]

## 출신 학교
- 순천효천고등학교
- 순천이수중학교
- 순천북초등학교

## 통산 기록
| 연도 | 팀명   | 타율  | 경기 | 타수 | 득점 | 안타 | 2루타 | 3루타 | 홈런 | 루타 | 타점 | 도루 | 도실 | 볼넷 | 사구 | 삼진 | 병살 | 실책 |
| ---- | ------ | ----- | ---- | ---- | ---- | ---- | ----- | ----- | ---- | ---- | ---- | ---- | ---- | ---- | ---- | ---- | ---- | ---- |
| 2004 | LG     | 0.000 | 1    | 1    | 0    | 0    | 0     | 0     | 0    | 0    | 0    | 0    | 0    | 0    | 0    | 1    | 0    | 0    |
| 2005 | LG     | 0.235 | 102  | 187  | 34   | 44   | 7     | 3     | 9    | 84   | 30   | 3    | 1    | 21   | 21   | 78   | 0    | 1    |
| 2006 | LG     | 0.217 | 56   | 120  | 13   | 26   | 8     | 0     | 2    | 40   | 13   | 2    | 1    | 11   | 8    | 46   | 2    | 0    |
| 2007 | LG     | 0.248 | 75   | 141  | 20   | 35   | 6     | 2     | 1    | 48   | 14   | 7    | 1    | 9    | 5    | 51   | 2    | 2    |
| 2008 | 두산   | 0.218 | 84   | 216  | 23   | 47   | 7     | 2     | 1    | 61   | 29   | 8    | 4    | 26   | 10   | 72   | 5    | 5    |
| 2009 | 두산   | 0.246 | 31   | 69   | 7    | 17   | 3     | 0     | 2    | 26   | 5    | 2    | 0    | 7    | 3    | 28   | 0    | 0    |
| 2010 | 두산   | 0.263 | 129  | 419  | 77   | 110  | 27    | 1     | 24   | 211  | 86   | 6    | 3    | 40   | 13   | 136  | 6    | 3    |
| 2011 | 두산   | 0.253 | 83   | 221  | 23   | 56   | 7     | 1     | 7    | 86   | 28   | 4    | 6    | 16   | 9    | 76   | 2    | 0    |
| 2012 | 넥센   | 0.219 | 104  | 265  | 24   | 58   | 12    | 0     | 7    | 91   | 35   | 5    | 6    | 25   | 6    | 85   | 6    | 1    |
| 2013 | 넥센   | 0.236 | 92   | 284  | 42   | 67   | 12    | 0     | 18   | 133  | 48   | 1    | 2    | 23   | 7    | 115  | 2    | 1    |
| 2014 | 넥센   | 0.258 | 96   | 256  | 46   | 66   | 10    | 0     | 14   | 118  | 39   | 2    | 3    | 24   | 9    | 80   | 0    | 1    |
| 2015 | 한화   | 0.250 | 101  | 232  | 35   | 58   | 10    | 2     | 9    | 99   | 36   | 1    | 1    | 20   | 9    | 87   | 5    | 2    |
| 2016 | 한화   | 0.288 | 86   | 198  | 29   | 57   | 7     | 3     | 10   | 100  | 29   | 0    | 0    | 11   | 8    | 62   | 3    | 2    |
| 2017 | 한화   | 0.307 | 81   | 280  | 41   | 86   | 16    | 1     | 21   | 167  | 65   | 3    | 0    | 19   | 9    | 80   | 0    | 4    |
| 2018 | 한화   | 0.295 | 131  | 485  | 76   | 143  | 21    | 1     | 34   | 268  | 102  | 9    | 7    | 35   | 5    | 143  | 9    | 4    |
| 2019 | 한화   | 0.256 | 129  | 414  | 60   | 106  | 21    | 1     | 21   | 192  | 85   | 8    | 4    | 48   | 9    | 114  | 7    | 5    |
| 2020 | 한화   | 0.203 | 79   | 227  | 23   | 46   | 5     | 0     | 8    | 75   | 34   | 1    | 1    | 16   | 5    | 69   | 4    | 1    |
| 2021 | 한화   | 0.210 | 46   | 119  | 15   | 25   | 8     | 0     | 2    | 39   | 20   | 1    | 0    | 18   | 1    | 36   | 2    | 1    |
| 통산 | 18시즌 | 0.253 | 1506 | 4134 | 588  | 1047 | 187   | 17    | 190  | 1838 | 698  | 63   | 40   | 369  | 147  | 1359 | 55   | 33   |